# Sacrificio (canción)
«Sacrificio» es una canción de la cantante Mónica Naranjo producida por Sam Watters y Louis Biancaniello e incluida en el año 2001 en el cuarto álbum de estudio de la cantante, Chicas Malas.
En febrero de 2002 "Sacrificio" fue lanzada en España, como el segundo single de Chicas Malas.
Los remix corrió a cargo de Gary Miller
La versión en inglés que fue incluida en el álbum Bad Girls como What About Love.

## Créditos
- Voz principal: Mónica Naranjo.
- Compuesta por: Sam Watters y Louis Biancaniello
- Adaptada por: Aurora Beltrán
- Producida y arreglada por: Sam Watters y Louis Biancaniello para Breakthrough Entertainment
- Teclados y programación por: Louis Biancaniello.
- Coros por: Sam Watters y Stephanie Samaniego
- Grabada en 2001 por: Louis Biancaniello y Sam Watters y asistidos por Jamie Bridges y  Kerry Rose en Homesite 13, Novato (Estados Unidos); y por Marc Blanes y David Sans en Casablanca Studios, Barcelona (España).
- Mezclada por:  Louis Biancaniello  asistido por Sam Watters en Homesite 13, Novato (Estados Unidos).

## Versiones y remixes

### Estudio
- Versión Español — 04:17
- Versión Inglés- 04:17

### Remixes
- Corky Mix (Spanish Version) — 3:36
- Corky Mix (English Version) — 3:36

## Formatos
| Promo CD-Single (SAMPCS 11724) 1. "Sacrificio " [Album Version] — 4:17 Remixes Maxi-CD (EPC 672420 2) 1. "Sacrificio" [Corky Mix] — 3:54 2. "Sacrificio" [Album Version] — 4:20 3. "Chicas Malas" [Ferrero y Del Moral Single Remix] — 4:15 4. "No Voy A Llorar" [Album Version] — 4:00 |

## Trayectoria en las listas
| Posición | 14 | 3 | 5 | 9 | 20 |

| Ventas | 3545 | 3545 |